# 朱利安·雷斯特
朱利安·雷斯特（Julian Reister，1986年4月2日—），德國職業網球運動員（2005年—）。

## 生涯
2006年
參加巴塞爾巡迴賽，首度從會外賽打進會內賽，不過第一輪敗給西班牙球員吉列爾莫·加西亞·洛佩斯。
2007年
參加巴塞爾巡迴賽，再度從會外賽打進會內賽，不過還是在第一輪敗給克羅埃西亞球員洛可·卡倫努西克。
2010年
參加布里斯班巡迴賽，從會外賽打進會內賽，不過在第一輪敗給義大利球員弗洛朗·塞拉。
在法國公開賽中，雷斯特從會外賽打進會內賽，打進第三輪之前皆以直落盤數晉級，不過在第三輪遭到世界第一羅傑·費德勒以6-4, 6-0, 6-4橫掃出局。

## 外部連結
- 朱利安·雷斯特（英文/西班牙文）的官方資料
- 朱利安·雷斯特的國際網球總會 職業／青少年 官方資料（英文）
- 朱利安·雷斯特的官方資料（英文）